# Apostolische Administratur Český Těšín

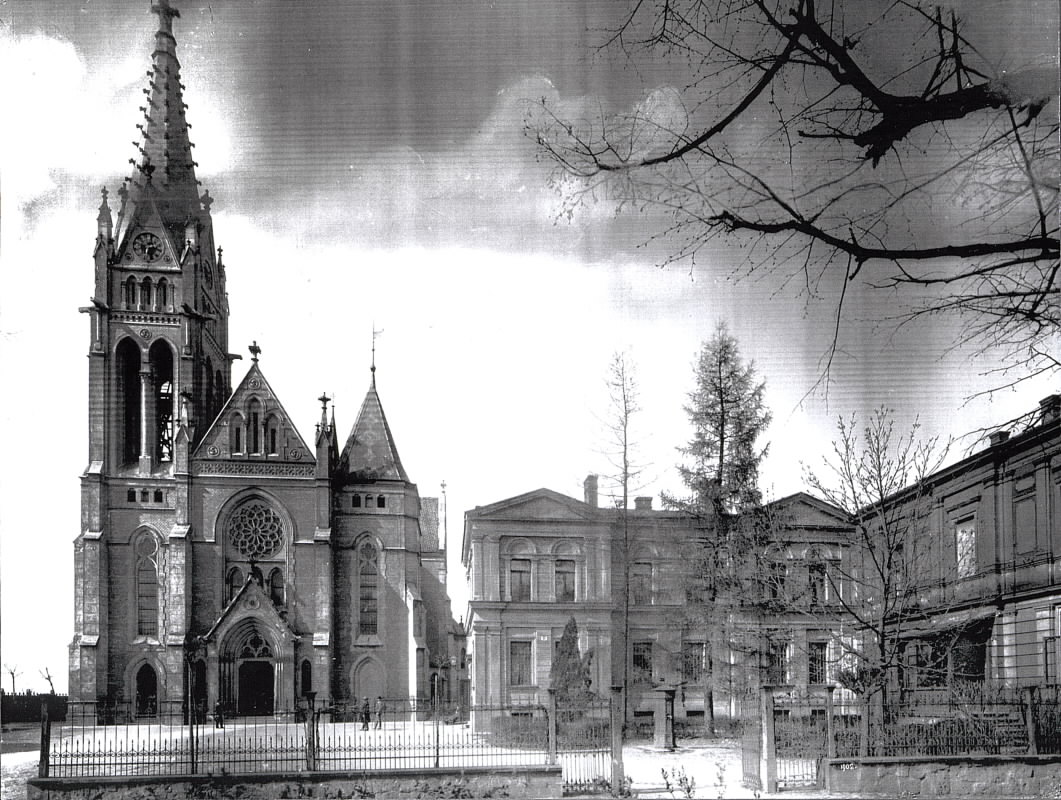
Herz-Jesu-Kirche in Český Těšín

Die Apostolische Administratur Český Těšín war eine römisch-katholische Teilkirche auf dem Gebiet der Tschechoslowakei im Teschener Schlesien.

## Geschichte
Nach dem Ende des Ersten Weltkriegs 1918 und der Gründung der Tschechoslowakei sowie Polens gehörte Těšín kirchlich weiterhin zum deutschen Erzbistum Breslau. Obwohl auf polnischer Seite bereits 1922 das neue Bistum Kattowitz gegründet worden war, zu dem auch Teschen gehörte, vereinheitlichten sich auf tschechischer Seite die Grenzen der Kirchen- und Staatsgebiete nicht. Am 1. Mai 1921 wurde Josef Koska zum Kommissar des Erzbistums Breslau ernannt.
Während des Zweiten Weltkriegs 1939–1945 gehörte ganz Teschen zum Dritten Reich. Als nach Kriegsende die ursprüngliche tschechoslowakisch-polnische Staatsgrenze wiederhergestellt wurde, gehörte Český Těšín wieder zu einem Bistum in einem anderen Staat. Nach der Wiederherstellung dieser aus Sicht der kirchlichen Verwaltung ungewöhnlichen Situation beschlossen Vertreter der Staatsverwaltung von Český Těšín und der örtlichen Geistlichkeit, diese Situation zu ändern. Der Breslauer Erzbischof Adolf Bertram verfügte am 21. Juni 1945 – nur wenige Tage vor seinem Tod – die Einrichtung eines Amtes des Sondererzbischöflichen Beauftragten für den tschechoslowakischen Teil seiner Erzdiözese mit Sitz in Český Těšín. Erster Amtsinhaber war František Onderek. Hintergrund dieser Ernennung war das Bemühen um die Schaffung eines neuen Bistums. Hierzu wurde vom Apostolischel Stuhl aus Gebieten des Erzbistums Breslau die Apostolische Administratur gebildet. Papst Pius XII. ernannte am 26. Juni 1947 František Onderek zum ersten Apostolischen Administrator, der unmittelbar dem Heiligen Stuhl unterstand.
Nach dem Tod des Administrators František Onderek am 29. Oktober 1962 übernahm Antonín Veselý dessen Amt ohne gültige kirchliche Ernennung durch den Heiligen Stuhl. Am 31. Mai 1978 löste Papst Paul VI. auf Initiative des Prager Erzbischofs František Tomášek die Administratur mit dem Apostolischen Schreiben Olomoucensis et aliarum auf und gliederte sie dem Erzbistum Olmütz ein.
Mit Errichtung des Bistums Ostrau-Troppau 1996 wurde die bisherige Apostolische Administratur zu einem eigenen Bistum erhoben. Hinzu kamen einige Gebiete in Nordmähren, die historisch schon seit der Gründung des Erzbistums Olmütz zu diesem gehört hatten.